# 스타더스트 프로모션
주식회사 스타더스트 프로모션(일본어: スターダストプロモーション, 영어: STARDUST Promotion)은 일본의 대형 연예 기획사이다. 도쿄도 시부야구에 본사가 있다.

## 소속

### 배우·탤런트

#### 여성
- 아이바 카린
- 아오이
- 아오이 료카
- 아오이 와카나
- 아오키 에리
- 아사미 히메카
- 아스카 린
- 아소 나츠코
- 아야노 미카
- 아라키 유코
- 앨리스
- 이가라시 레이코
- 이케다 카오리
- 이케다 미사키
- 이즈미 리카
- 이토 카호
- 이나모토 야요이
- 이노마타 유키
- 이마이 치히로
- 이와사키 히로미
- 우노 나루미
- 우란
- 에가시라 유이
- 오오사와 히카루
- 오오마사 아야
- 오카자키 아유미
- 오카모토 아즈사
- 오카모토 안리
- 오쿠다 에리카
- 오쿠야마 히나
- 오다카 사라
- 오다기리 시오리
- 카스가이 세이나
- 카스가 나호
- 카타기리 하이리
- 카토 치히로 / 센토치히로 칫치 (전 BiSH)
- 카네코 마유나
- 카호
- 카와타 노조미
- 키쿠이 아키
- 키자키 쥬네
- 키타가와 케이코
- 키노시타 아유미
- 쿠리타 모에
- 크리스티나
- 코마키 유카
- 코마츠 나나
- 사오리
- 사카이 마키
- 사쿠라 에마
- 사쿠라이 치즈
- 사토 아리사
- 사토 우이
- 사토 시오리
- 사토 히나타
- 사토 메구미
- 사와다 시오네
- SHELLY
- 시바사키 코우
- 시바타 쿄카
- 시호
- 샤우라
- 스기노 키키
- 스즈키 에미
- 세키 메구미
- 소노야마 마키에
- 타나카 미나키
- 타카기 리사
- 타카나시 린
- 타카하시 나나
- 타카야마 유코
- 타키자와 후미
- 타키모토 미오리
- 타케우치 유코
- 타나베 모모코
- 타니카와 나나
- 타니 마리아
- 치바 아리사
- 츠지모토 마이
- 테시마 토모코
- 테라모토 스미나
- 테라모토 마나미
- 토키와 타카코
- 토미나가 미키
- 토요타 에리
- 나가오 시즈네
- 나카지마 메구미
- 나카타니 미키
- 나가노 메이
- 나카무라 유리카
- 나카무라 카야노 (전 AKB48)
- 나카야마 에리나
- 나카야마 미미
- 나츠이 루나
- 나츠오
- 나나키 카논
- 나츠카와 모모나
- 나마이 아미
- 니콜
- 니시노 마미
- 하시모토 와카나
- 하다 미카
- 하야세 에리나
- 하야미 아카리
- 하라 후미나
- 히지이 미카
- 히루카와 유
- 히라세 미사토
- 후쿠나가 마리카
- 후쿠모토 에미
- 후지시로 스미레
- 후지모토 이즈미
- 후지모토 밤비
- 후지모토 나나미
- 호샤쿠 유카
- 호시노 유즈키
- 호소야 리사
- 혼다 츠바사
- 마시타 레나
- 마츠오 야스카
- 마츠오 루리
- 마츠나가 히로코
- 마츠유키 야스코
- 미무라
- 미무라 타카요
- 미야오카 야요이
- 미야기 요시아키
- 미야마에 마키
- 모치다 마키
- 모토카리야 유이카
- 모리 아오바
- 모리 카츠키
- 모리오 유미
- 모리카와 아오이
- 야자와 카나코
- 야나기하라 아이코
- 야마구치 마유
- 야마구치 모에
- 야마시타 리오
- 야마다 마이코
- 유키노
- 요시쿠라 아오이
- 라이
- 린카
- 와가츠마 미와코
- 와키타 케이코
- 폰치 (전 아이돌링!!!)

#### 남성
- 아오키 무네타카
- 아베 신노스케
- 이가라시 마아사
- 이즈미 다이치
- 이치하라 하야토
- 이토 료타
- 이노 히로키
- 이노우에 츠바사
- 우지 키요타카
- 우치노 세이요
- 오오이시 유마
- 오오에 슌스케
- 오오쿠라 유마
- 오오시타 겐이치로
- 오오니시 시마
- 오가사와라 카이
- 오카다 마사키
- 오야마다 쇼
- 카와쿠보 타쿠지
- 키타무라 타쿠미
- 키미지마 아사야
- 쿠사카와 타쿠야
- 굿이어 아사히
- 쿠보타 마사타카
- 쿠리하라 고로
- 쿠로카와 팀
- 고다 마사시
- 코노 토모야
- 코니시 료세이
- 코야나기 신
- 코야나기 유
- 사카모토 소우
- 사토 준
- 사토 타쿠미
- 사토 히사노리
- 사노 카즈마
- 사와하타 류세이
- 시이나 킷페이
- 시마다 츠바사
- 시미즈 다이키
- 타이가
- 타카기 신페이
- 타카기 만페이
- 타키구치 유키히로
- 타구치 츠카사
- 타케자이 테루노스케
- 타케무라 쇼
- 타나카 코타로
- 타나베 슈토
- 타나베 토키마사
- 테라사카 히로키
- 토미우라 사토시
- 나카가와 타이시
- 나카바야시 타이키
- 니시야마 준
- 네기시 타이키
- 노노무라 마코토
- 노리즈키 코헤이
- PATRICIO
- 하마다 가쿠
- 하야시 켄토
- 히가시타니 아츠토
- 히로세 토모키
- 후쿠모토 유키
- 후쿠야마 세이지
- 후지와라 토모키
- Bro.TOM
- 호소다 요시히코
- 혼고 카나타
- 마츠오카 유키
- 미우라 리키
- 미즈노 마사노리
- 미즈하시 켄지
- 모리사키 윈
- 야기라 유야
- 야베 마사키
- 야마자키 켄토
- 야마다 타카유키
- 유키 쥿타
- 요시오카 레오
- 요코하마 류세이
- 와타베 아츠로

### 음악 아티스트
※괄호 안은 소속 레코드 회사.
- 아소 나츠코 (란티스)
- 카라스 (TF)
- K (SR)
- 사시다 후미야 (WP)
- 시바사키 코우 (UM)
- 타카하시 히토미 (SR)
- 나카지마 메구미 (FD/V)
- 햐다인 (란티스) ※업무 제휴
- 마츠유키 요
- YUI (SR)
- universe (SR)
- DISH// (SR)
- MISS MERCY
- ONE LOVE ONE HEART (AVEX)
- BREAK TIME GIRLS
- 카시와기 히나타

STAR PLANET (여성 아이돌 부문)
- 모모이로 클로버 Z (ER)
- 시리츠에비스추가쿠 (SR)
- TEAM SHACHI
- 밧텐쇼죠타이
- 초 토키메키 센덴부 (AVEX)
- AMEFURASSHI
- 이키나리 토호쿠산
- ukka (TEICHIKU)
- 나미에조시하츠쿠미아이 (KR)
- 스타프라 연구생

EBiDAN (남성 아티스트 부문)
- 초특급
- M!LK
- SUPER★DRAGON
- 사쿠라시메시
- ONE N' ONLY
  - EBiSSH
  - 사토리쇼넨단
- 겐인와지분니아루
- BUDDiiS
- ICEx
- Lienel

## 같이 보기
- STAR PLANET
- EBiDAN